# فيليبو سبيتوني
فيليبو سبيتوني (بالإيطالية: Filippo Spitoni)‏ (17 أبريل 1984 بفابريانو في إيطاليا - ) هو لاعب كرة قدم إيطالي في مركز حراسة المرمى. لعب مع نادي بولونيا وAC Bellaria Igea Marina ‏ وفيس بيزارو 1898 ‏ وFidelis Andria 2018 ‏ واتحاد بافيا لكرة القدم.